# Döda själar
Döda själar (ryska: Мёртвые ду́ши, Mjórtvyje dúsji) är en roman från 1842 av Nikolaj Gogol.

## Handling
Tjitjikov, som är en skojare, reser runt på den ryska landsbygden och köper upp "döda själar", det vill säga livegna som har avlidit men ännu inte strukits ur mantalslängderna, för att sedan kunna belåna dem. På sin resa träffar han ett stort antal olika personer, oftast storgodsägare, som han bemöter med en jolmig och fjäskande framtoning. Ofta bemöts han även själv på detta sätt.

## Om romanen
Döda själar var tänkt att bli ett gigantiskt verk och i likhet med Dantes Den gudomliga komedin uppbyggd i tre delar: helvete, skärseld och paradis. Denna idé blev aldrig verklighet, då endast den första delen (utgiven 1842) fullbordades. Den andra delen blev påbörjad, men efter att ha drabbats av en depression brände Gogol 1852 alla sina manus, däribland den andra delen av Döda själar.